# Danny Cohen (Rundfunkintendant)
Daniel „Danny“ Nicholas Cohen (* 15. Januar 1974 in Westminster, London) ist ein britischer Medienmanager. 2016 übernahm er die Geschäftsleitung von Access Entertainment, einer Tochterfirma von Access Industries, nachdem er zwischen 2013 und 2015 als Intendant den Fernsehbereich der BBC geleitet hatte.

## Werdegang
Cohen graduierte an der Lady Margaret Hall der Universität Oxford in Englischer Literatur. Ab 2004 war er für Channel 4 tätig, wo er für Dokumentationen zuständig war und zum Leiter des Jugendkanals E4 aufstieg. Während seiner Zuständigkeit wurden Sendungen wie Skins – Hautnah, Supernanny (in Deutschland als Die Super Nanny von RTL adaptiert) oder The Inbetweeners initiiert. 
im Mai 2007 wechselte Cohen zu BBC Three, wo während seiner Tätigkeit Sendungen wie Being Human, Blood, Sweat and T-Shirts und Lip Service entstanden, und 2010 zu BBC One, wo unter anderem Call the Midwife, Happy Valley, Poldark und The Casual Vacancy produziert wurden und er zuständig für die Berichterstattung des Senders zu den Olympischen Sommerspielen 2012 in London war. Dabei verzeichnete der Sender unter Cohens Einfluss Rekordzuschauerzahlen und -zuwächse.
Im Mai 2013 übergab Cohen die Leitung von BBC One an Charlotte Moore und rückte zum Intendanten von BBC Television auf, wo er den Interimintendanten Roger Mosey ablöste. In seiner neuen Rolle war er neben den einzelnen Fernsehsendern auch für die Produktionsgesellschaften zuständig. Im November 2015 verließ er die BBC, um sich nach eigenen Aussagen neuen Aufgaben widmen zu können.
Im Mai 2016 holte Leonard Blavatnik Cohen zu Access Industries, wo er die Leitung der neu gegründeten Konzerneinheit zur Bündelung der Entertainmentaktivitäten Access Entertainment mit einem Investmentbudget von „mehreren hundert Millionen US-Dollar“ übernahm.

## Privatleben
Cohen ist seit 2012 mit der britischen Ökonomin und Sachbuchautorin Noreena Hertz verheiratet, die beiden ehelichten in der historischen Bevis-Marks-Synagoge im Londoner East End.